# Urraca Ximenez de Fustiñana
Urraca Ximenez de Fustiñana fue la madre adoptiva de Juana de Navarra primera hija bastarda del rey Carlos III de Navarra. 
Aunque no se sabe con certeza la fecha de nacimiento de Juana de Navarra, hay constancia de que en 1395, Urraca, junto con su esposo, Juan Gil de Caparroso, y bajo la supervisión del Alcalde de Tudela, Guillén de Ágreda, criaron y educaron en Tudela  a la primera hija que tuvo el rey Carlos III de Navarra fuera de matrimonio con Gracia del Verde.
Ucarra se casó en primeras nupcias con Bartolomeo del Bayo.  Consta que el rey Carlos III le concedió (18 de abril de 1401) remisión de lo que le correspondiera pagar (en impuestos), siempre y cuando viviere con su marido e hijos de su primer matrimonio. 
La paga anual por la crianza de Juana de Navarra ascendía a 60 florines,pagables en dos plazos anuales; el primero debía de ser el uno de abril. 